# 40 (cantor sul-coreano)
40 (lê-se Forty), nome artístico de Kim Han-jun (Seul, 18 de maio de 1988) é um cantor, compositor e produtor musical sul-coreano de soul e R&B.

## Vida e Carreira

### Origem do Nome
Segundo ele, "40" é a melhor idade para olhar a vida para trás, e quando se trata dessa época, é um nome cheio de determinação para expressar a emoção e a música novamente com genuíno".

### Carreira
Multi-instrumentista 40 (Forty) estudou no Departamento de Música Aplicada, Ahn Hyun Industrial Information School, onde aprendeu a  escrever, compor, arranjar, produzir, além de cantar e tocar piano. Gravou seu primeiro álbum solo pela gravadora YG Entertainment. Em 2011 lançou seu single de estreia, "Give You", que foi lançada após no primeiro EP individual "Faith", o qual ganhou vários prêmios musicais, como "Novato do Ano" na 9ª Korean Music Awards, Álbum de R & B do ano e melhor música de R&B.

## Discografia

### Singles
| Ano  | Single            |
| ---- | ----------------- |
| 2011 | Give You          |
| 2012 | 말 없이 바라만 봐 |
| 2012 | Bad Bed Songs     |
| 2013 | 듣는편지          |
| 2013 | April`s Spring    |
| 2014 | 별 헤는 밤        |
| 2014 | 날 안아줘         |
| 2015 | 63빌딩            |
| 2015 | 꿀                |

### EPs
| Ano  | Single    |
| ---- | --------- |
| 2011 | Got Faith |
| 2014 | Canvas    |

### Singles em parceria
| Ano  | Single            | Parceria      |
| ---- | ----------------- | ------------- |
| 2013 | Luminant Opus III | Eluphant      |
| 2013 | 영화처럼          | Lim Jeong-hee |